# Pseudonaja affinis
Pseudonaja affinis là một loài rắn độc thuộc họ Rắn hổ (Elapidae), bản địa vùng ven biển Tây Úc. Tên tiếng Nyungar của loài này là "dobitj".

## Phân loại
Loài này được mô tả lần đầu bởi Albert Günther năm 1872. Đây là một thành viên của chi Pseudonaja, trong họ Elapidae. Ba phân loài hiện đang được chấp nhận:
- Pseudonaja affinis affinis Günther, 1872
- Pseudonaja affinis exilis Storr, 1989[4]
- Pseudonaja affinis tanneri (Worrell, 1961)[5]